# Bettina Loved a Soldier
Bettina Loved a Soldier è un film muto del 1916 diretto da Rupert Julian. La sceneggiatura si basa su L'Abbé Constantin, romanzo di Ludovic Halévy, pubblicato in Francia nel 1882.
Il regista neozelandese è anche interprete della pellicola accanto all'attrice australiana Louise Lovely. Altri interpreti sono George Berrel, Francelia Billington, Douglas Gerrard e Elsie Jane Wilson, moglie del regista. L'attrice bambina Zoe Rae - che appare con il nome di Zoe DuRae - qui, a soli sette anni, è al suo trentesimo film.

## Trama
Francia, 1800. Giovane e bella ma, soprattutto molto ricca, Bettina ha decine di corteggiatori che aspirano alla sua mano. La ragazza, però, non si lascia ingannare così facilmente: consapevole che l'oggetto del desiderio dei suoi ammiratori non è tanto lei, quanto piuttosto i suoi molti quattrini, declina graziosamente tutte quelle numerose - e interessate - proposte di matrimonio. Quando conosce il tenente Jean Reynaud, giovane ufficiale senza un soldo, lui si innamora immediatamente di lei. Ma, dopo aver scoperto che Bettina è ricca, Reynaud si ritira immediatamente perché, conscio del loro diverso stato sociale, non vuole che si pensi a lui come a un cacciatore di dote, infangando così il suo onore. Bettina, però, non è d'accordo. Avendo accolto con favore le attenzioni del giovane tenente, adesso si rammarica per la sua partenza che li dividerà per sempre. Gli corre quindi dietro, raggiungendolo prima che lasci la città. Appoggiata dal rispettato Abbé Constantin che insiste affinché Jean la sposi, il giovane ufficiale cede all'amata e, quasi contro la sua volontà, finisce per diventare un uomo ricco.

## Produzione
Il film fu prodotto dalla Bluebird Photoplays, branca produttiva dell'Universal Film Manufacturing Company.

## Distribuzione
Il copyright del film, richiesto dalla Bluebird Photoplays, Inc., fu registrato il 20 luglio 1916 con il numero LP8752.
Distribuito dall'Universal Film Manufacturing Company (con il nome Bluebird Photoplays), il film uscì nelle sale cinematografiche statunitensi il 14 agosto 1916.
Non si conoscono copie ancora esistenti della pellicola che viene considerata presumibilmente perduta.